# Deinvillers
Deinvillers là một xã, nằm ở tỉnh Vosges trong vùng Grand Est của Pháp. Xã này có diện tích 5,6 kilômét vuông, dân số năm 1999 là 54 người. Xã này nằm ở khu vực có độ cao trung bình 262 m trên mực nước biển.

## Hành chính
| Danh sách các xã trưởng                |           |                 |      |         |
| Giai đoạn                              | Giai đoạn | Tên             | Đảng | Tư cách |
| 2001                                   | 2008      | Didier Thiébaut |      |         |
| 2008                                   | 2014      | Lucette Michel  |      |         |
| Tất cả các dữ liệu trước đây không rõ. |           |                 |      |         |

## Biến động dân số
| Năm | 1962 | 1968 | 1975 | 1982 | 1990 | 1999 |
| --- | ---- | ---- | ---- | ---- | ---- | ---- |
| Dân số | 74   | 81   | 66   | 51   | 48   | 54   |
| From the year 1962 on: No double counting—residents of multiple communes (e.g. students and military personnel) are counted only once. |      |      |      |      |      |      |